# Сехемиб
Сехемиб — хорово имя раннего египетского фараона из II династии. Перибсен был предшественником, преемником или соправителем Сехемиба. Как и Перибсен, Сехемиб в настоящее время хорошо засвидетельствован в археологических записях, но он не фигурирует ни в одном посмертном документе. Точная продолжительность его правления неизвестна, а место его захоронения ещё не найдено.
Сехемиб считается южанином, однако возможно, что он был незаконным правителем, а также вероятно, что он был северного происхождения. Известно, что вместо бога Гора он почитал бога Сета, который был более популярен на севере.

## Личность

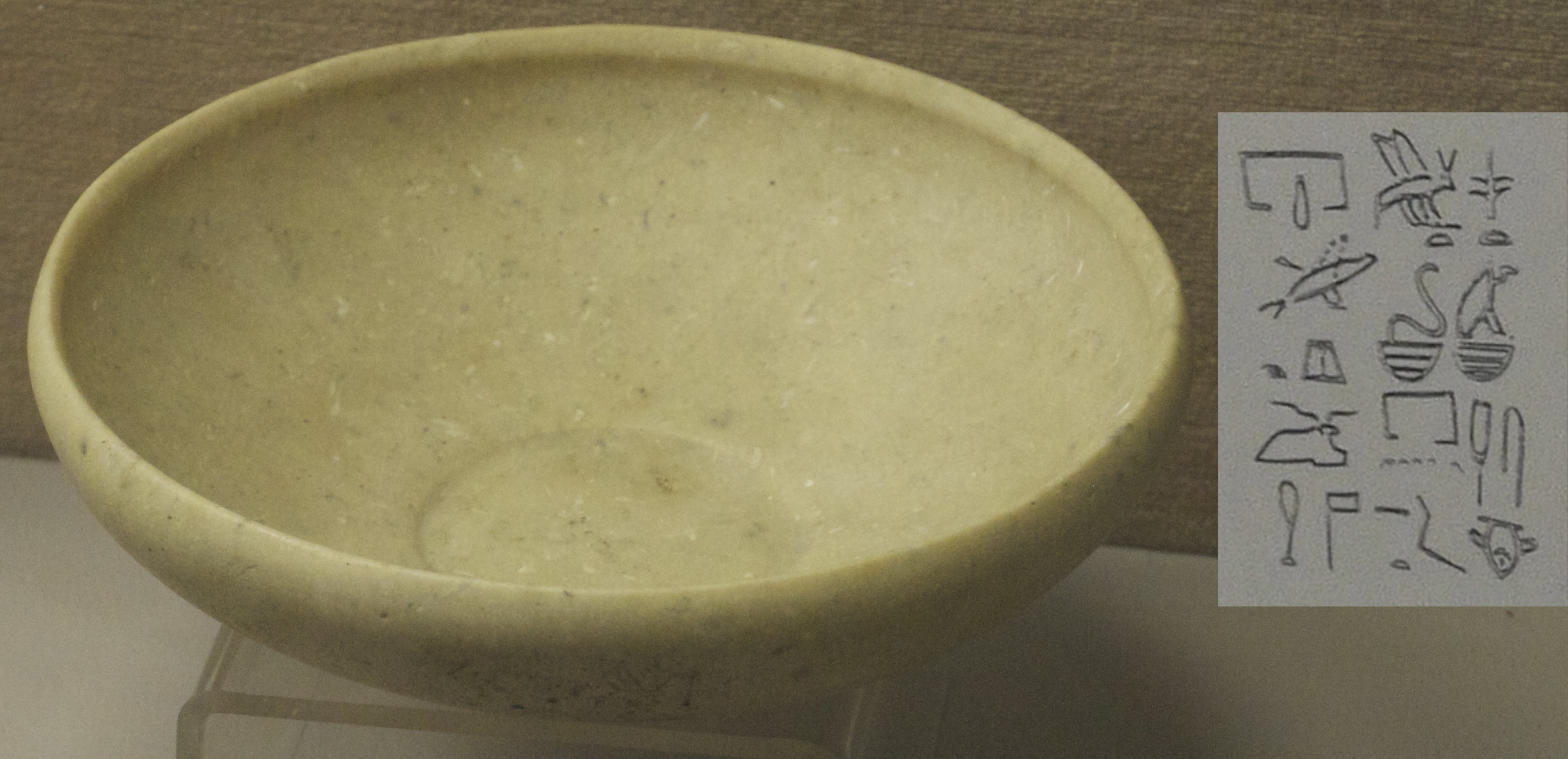
Ваза Сехемиба с надписью, воспроизведённой справа: «Правитель Верхнего и Нижнего Египта, Сехемиб-Перенмаат», слева — «Хозяин медного дома, божий слуга Херти», Музей национальной археологии

Историческая фигура Сехемиба является предметом исследований и дискуссий египтологов и историков. Противоречивые результаты вызывают много толкований и теорий.
Такие египтологи, как Вальтер Брайан Эмери, Кэтрин А. Бард и Флиндерс Петри, считают, что Сехемиб и Перибсен - один правитель, который связал своё имя с Сетом и который, возможно, правил только в Верхнем Египте. Эмери, Бард и Петри указывают на несколько глиняных печатей, которые были найдены у входа в гробницу Перибсена. Место захоронения Сехемиба ещё не найдено.
Другие египтологи, такие как Герман Александр Шлёгль, Вольфганг Хельк, Питер Каплони и Йохем Каль, считают, что Сехемиб был другим правителем Египта. Они указывают, что глиняные печати были найдены только у входа в гробницу Перибсена, и что ни одна из них никогда не называет имена Перибсена и Сехемиба вместе в одной надписи. Они сравнивают находки с табличками из слоновой кости фараона Хотепсехемуи, найденными у входа в гробницу Каа. Поэтому Шлёгль, Хельк, Каплони и Каль убеждены, что печати Сехемиба являются лишь доказательством того, что Сехемиб похоронил Перибсена.
Такие египтологи, как Тоби Уилкинсон и Хельк, считают, что Сехемиб и Перибсен могли быть связаны. Их теория основана на надписях на каменном сосуде и печати на каменном сосуде, которые показывают сильное сходство в их типографских и грамматических стилях письма. Например, на каменных сосудах с надписями Перибсена обозначено «ini-setjet» («дань народа Сетроэ»), а в надписях Сехемиба — «ini-chasut» («дань кочевников пустыни»). Ещё одним признаком отношений между Перибсеном и Сехемибом являются их имена в серехе, так как они оба используют слоги «per» и «ib» в своих именах.
Такие египтологи, как Хельк, отождествляют Сехемиба с Уадженес и приравнивают Перибсена к фараону Сенеду. Египтолог Дитрих Вильдунг думает так же и отождествляет Сехемиба с фараоном с неясным именем Венег-Небти, а Перибсена с Сенедемом.

## Правление

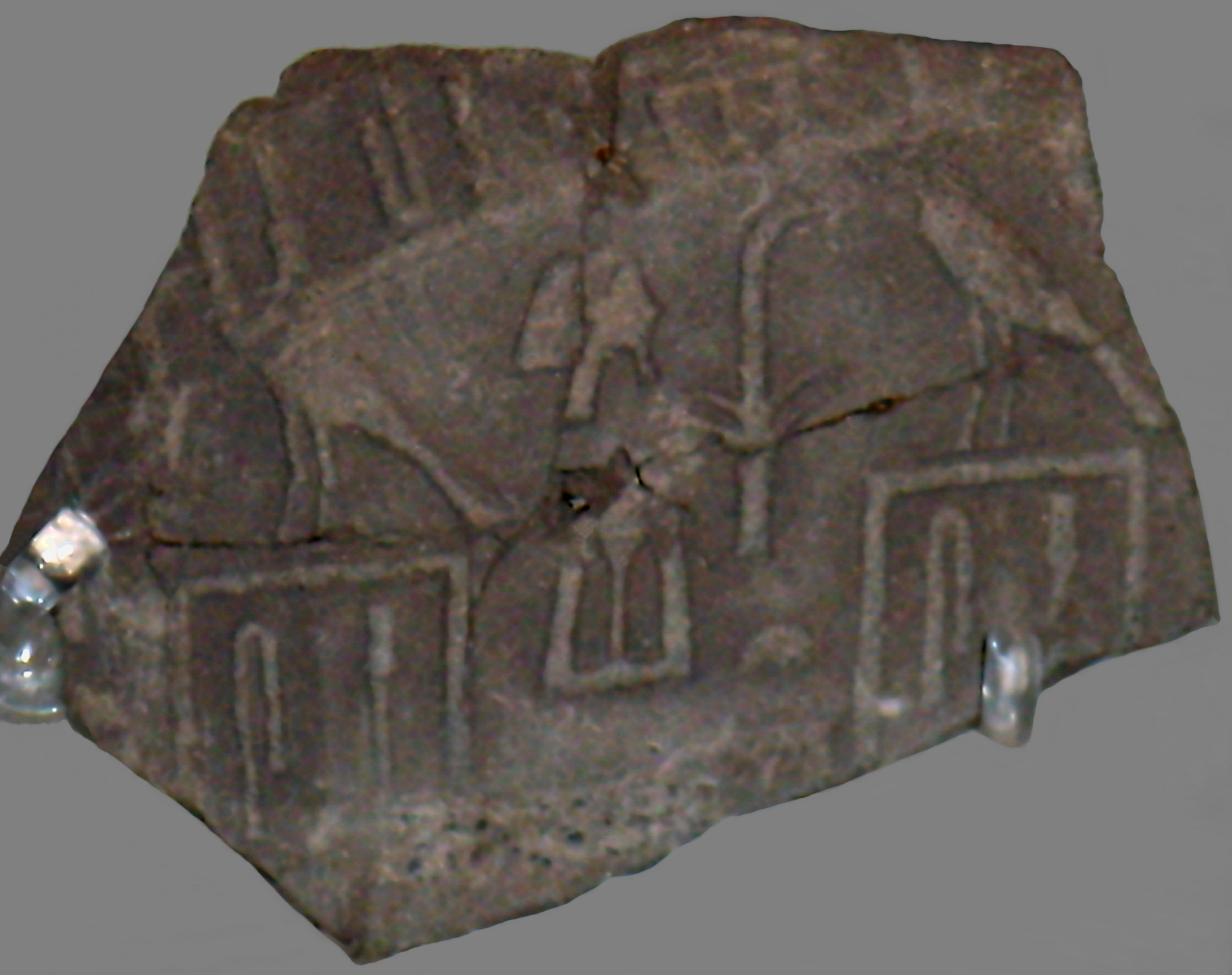
Глиняная печать Сехемиба

Имеются археологические доказательства того, что Сехемиб правил только в Верхнем Египте. Его царство простиралось от Негада до острова Элефантины, где при Перибсене был основан новый административный центр под названием «Белый дом казначейства». Египтологи и историки продолжают обсуждать вопрос, почему и когда было принято решение о разделении государства на Верхний и Нижний Египет.

### Сторонники теории разделённого царства
Вольфганг Хельк, Николас Грималь, Герман Александр Шлегль и Франческо Тирадритти считают, что Нинечер, третий правитель II династии и предшественник Перибсена, покинул царство, которое страдало от чрезмерно сложной государственной администрации, и решил разделить Египет между двумя сыновьями (или, по крайней мере, его двумя преемниками) в надежде, что два правителя смогут лучше управлять двумя государствами. Поскольку сохранившиеся артефакты периода его жизни доказывают, что он и его современник Перибсен правили только в Верхнем Египте, предметом исследования является проблема того, кто правил в Нижнем Египте. Списки фараонов в Рамессеуме отличаются последовательностью имён от Сенеда и далее. Причиной может быть то, что Туринский царский папирус и Саккарский список отражают традиции Мемфиса, что позволяет упоминать только правителей Мемфиса. Абидосский список, напротив, отражает традиции тинитов, и поэтому в этом списке появляются только правители тинитов. Саккарский и Туринский списки указывают, что после Сенеда правили ещё три фараона: Неферкара I, Неферкасокар и Худжефа I. Абидосский список их не упоминает и сообщает, что преемником Сенеда был Хасехемуи. Расхождения считаются египтологами результатом разделения египетского государства во время II династии.
Ещё одна проблема связана с хоровыми именами и именами по Небти различных правителей в надписях, найденных в Большой Южной галерее в некрополе Джосера в Саккаре (III династия). В надписях на камнях упоминаются такие фараоны, как Нубнефер, Венег-Небти, Ба, Птица и Са, но каждый из них упоминается лишь несколько раз, что позволяет предполагать, что каждый из них не правил долго. Сенеферка может быть идентичен Каа или его преемнику; Венег-Небти может оказаться фараоном Уадженесом. Но такие фараоны, как Нубнефер, Птица и Са остаются загадкой. Они упоминаются только в Саккаре. Шлёгль, Хельк и Питер Каплони утверждают, что Нубнефер, Са и Птица были правителями Перибсеном и Сехемибом и правили в Нижнем Египте, а оставшиеся двое правили Верхним Египтом.
Барбара Белл считает, что в то время в Египте произошла экономическая катастрофа, такая как голод или продолжительная засуха. Чтобы помочь решить проблемы пропитания египетского населения, Нинечер разделил царство, и его преемники правили двумя независимыми царствами до тех пор, пока голоду не был положен конец. Белл указывает на надписи на Палермском камне, где, по её мнению, записи показывают неизменно низкий уровень воды в Ниле.
Административные титулы писцов, печатников и надсмотрщиков были адаптированы к новой политической ситуации. Например, титул «печатник царя» заменён на «печатник царя Верхнего Египта». Система администрирования со времён Перибсена и Сехемиба показывает ясную и чётко определённую иерархию. Хасехемуи, последний правитель II династии, смог вновь объединить государственную администрацию Египта и, таким образом, объединить весь Древний Египет. Он передал два египетских казначейства под контроль царского дома, переместив их в новый, единый административный центр.

### Противники теории разделённого царства

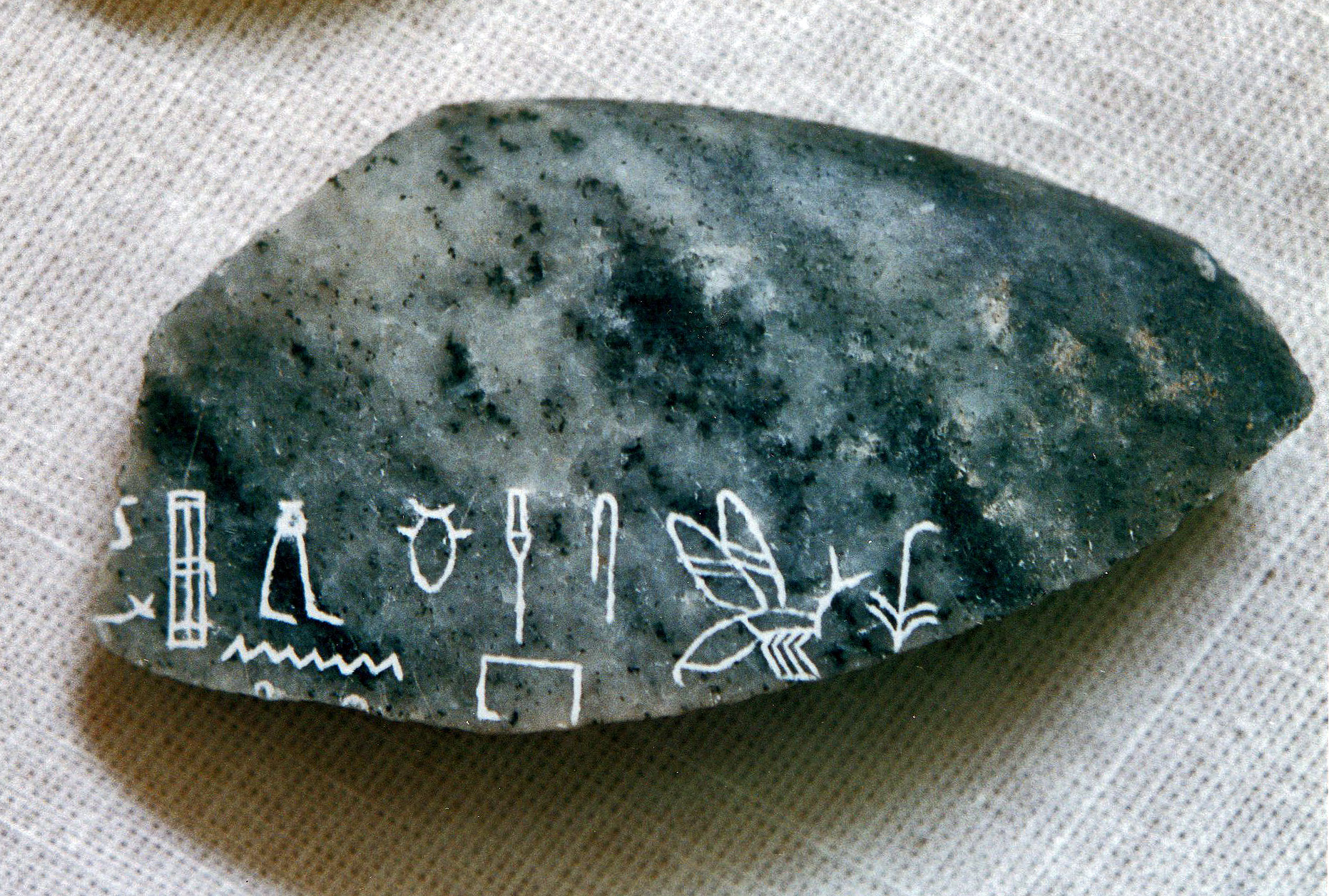
Фрагмент диоритовой вазы с частью имени фараона Сехемиба-Перенмаата из пирамиды Джосера и теперь в Египетском национальном музее. Надпись гласит (справа налево): «Царь Нижнего и Верхнего Египта, Сехемиб-Пер(енмаат), дань уважения иностранцам, положения о ...».

Другие египтологи, такие как Майкл Райс, Франческо Тирадритти и Вольфганг Хельк, предполагают, что разделения не было, что Сехемиб и Перибсен были единственными и независимыми правителями. Предположительное разделение, возможно, носило чисто бюрократический характер, включая изменения в звании высокопоставленных должностных лиц. Не исключено, что Нинечер (или Перибсен) решил разделить всю бюрократию Египта на два отдельных департамента в попытке уменьшить власть чиновников. Такое происходило несколько раз в истории Египта, особенно в поздних династиях. Учёные также указывают на некогда дворцовые и хорошо сохранившиеся гробницы-мастабы в Саккаре и Абидосе, принадлежавшие таким высокопоставленным чиновникам, как Руабен и Нефер-Сетех. Все они датируются периодом правления Нинечера - Хасехемуи, последнего правителя II династии. Археологические раскопки мастабы свидетельствуют, что культ фараонов и дворян в целом по всей стране успешно действовал в течение всей династии. Если так, то сохранение их власти несовместимо с теорией гражданских войн и экономических проблем периода правления Перибсена. Райс, Тирадритти и Хельк считают, что Нинечер решил покинуть разделённое црство по личным или политическим причинам, и что раскол был формальностью, поддерживаемой фараонами II династии.
Герман ТеВельде, С. Эдвардс и Тоби Уилкинсон, считают, что надпись на камне V династии, покрытом оливином-базальтом, с очень подробным царским списком, также является аргументом против раздела царства. На камне фараоны перечислены по хоровым именам, по золотому имени, по имени на картуше и, наконец, по имени их матерей. В списках также имеются прямоугольные рамки, в которых представлены события за все годы, начиная со дня коронации фараона и до его смерти. Наиболее известные фрагменты камня называются Палермским и Каирским камнями. На Каирском камне в IV строке сохранились последние девять лет царя Нинечера (но большая часть теперь неразборчива). Однако летопись не показывает никаких признаков разделения египетского царства. Барта, Тевельде, Уилкинсон и Эдвардс утверждают, что теория разделения государства несостоятельна. Простая административная реорганизация бюрократии или раскол в среде жречества выглядит более вероятной.
Теория Белл о голоде или засухе опровергается современными египтологами. Стефан Зайдлмайер скорректировал расчёты Белл и показал, что ежегодные разливы Нила были регулярными во времена Нинечера и вплоть до периода Древнего Царства. Белл, возможно, упустила из виду, что высота Нила в надписях на Палермском камне учитывает только высоту воды в ниломерах возле Мемфиса, но не в других местах вдоль реки. Поэтому любая длительная засуха в то время может быть исключена.
Три чиновника периода царствования Сехемиба известны египтологам по надписям на каменных сосудах: Небхотеп, Инихнум и Маапермин. Тем не менее, Инихнум, возможно, также занял свой пост в более поздние времена, при Джосере и Санахте.

## Гробница
Местонахождение гробницы Сехемиба неизвестно. Если он действительно был тем же человеком, что и Перибсен, то он похоронен в гробнице Р в Абидосе. Если нет, - его место захоронения, вероятно, находится в Саккаре.